# Ligne 48 du tramway de Budapest
Pour les articles homonymes, voir Ligne 48.
La ligne 48 du tramway de Budapest (en hongrois : budapesti 48-as jelzésű villamosvonal) circule entre Deák Ferenc tér et Savoya park. Cette ligne circule dans le centre-ville de Budapest, traversant du côté de Buda les quartiers de Lágymányos, Kelenföld, Albertfalva et Budafok. Elle dessert la, les Thermes Szent Lukács, le Gellért-hegy et la Gare de Budafok-Albertfalva.

## Tracé et stations

### Liste des stations
|  |   |  | Station                  | Correspondances                             | Arrondissement  | Quartier                     | Desserte |
|  | - |  | ------------------------ | ------------------------------------------- | --------------- | ---------------------------- | --- |
|  | o |  | Deák Ferenc tér M        | 47 49 72 73 9 16 16B 100E 105               | 5e arr. 7e arr. | Belváros / Erzsébetváros     | Deák Ferenc tér, Erzsébet tér, Théâtre Madách, Temple évangélique de Deák tér, Nouvel Hôtel de ville de Budapest                                 |
|  | o |  | Astoria M                | 47 49 72 74 5 7 8E 9 110 112 133E 178       | 5e arr. 7e arr. | Belváros / Erzsébetváros     | Hôtel Astoria, Grande synagogue de Budapest, Université Loránd Eötvös                                                                            |
|  | o |  | Kálvin tér M             | 47 49 72 83 9 15 100E 115                   | 5e arr. 8e arr. | Belváros / Palotanegyed      | Kálvin tér, Musée national hongrois, Bibliothèque métropolitaine Ervin Szabó, Temple réformé de Kálvin tér                                       |
|  | o |  | Fővám tér M              | 2 47 49 83 15 115                           | 5e arr. 9e arr. | Belváros / Belső-Ferencváros | Fővám tér, Váci utca, Halles centrales de Budapest, Université Corvinus de Budapest                                                              |
|  | o |  | Szent Gellért tér M      | 19 41 47 49 56A 7 133E                      | 11e arr.        | Szentimreváros / Lágymányos  | Szent Gellért tér, Hôtel Gellért, Thermes Gellért, Église troglodyte Notre-Dame-des-Hongrois, Université polytechnique et économique de Budapest |
|  | • |  | Gárdonyi tér             | 19 41 47 49 56A                             | 11e arr.        | Szentimreváros / Lágymányos  | |
|  | o |  | Móricz Zsigmond körtér M | 6 17 19 41 47 49 56A 61 7 27 33 114 213 240 | 11e arr.        | Szentimreváros / Lágymányos  | |
|  | o |  | Újbuda-központ M         | 4 17 41 47 33 53 58 150 154 212             | 11e arr.        | Szentimreváros / Lágymányos  | Allee |
|  | • |  | Csonka János tér         | 17 41 47                                    | 11e arr.        | Kelenföld                    | |
|  | • |  | Hauszmann Alajos utca    | 17 41 47                                    | 11e arr.        | Kelenföld                    | |
|  | o |  | Etele út / Fehérvári út  | 1 17 41 47 103 114                          | 11e arr.        | Kelenföld                    | |
|  | • |  | Kalotaszeg utca          | 17 41 47 103                                | 11e arr.        | Kelenföld                    | |
|  | • |  | Andor utca               | 17 41 47 103                                | 11e arr.        | Kelenföld                    | |
|  | • |  | Albertfalva kitérő       | 17 41 47                                    | 11e arr.        | Kelenföld                    | |
|  | • |  | Albertfalva utca         | 17 41 47 114 213                            | 11e arr.        | Albertfalva                  | |
|  | • |  | Fonyód utca              | 17 41 47 114 213                            | 11e arr.        | Albertfalva                  | |
|  | • |  | Budafok kocsiszín        | 17 41 47 7 58 114 213                       | 11e arr.        | Albertfalva                  | |
|  | • |  | Savoya Park              | 17 141 158 241 250                          | 11e arr.        | Albertfalva                  | |